# Matlapeng Ray Molomo
Matlapeng Ray Molomo (9 de janeiro de 1930 - 25 de dezembro de 2019) foi um político do Botswana. Molomo foi Speaker da Assembleia Nacional do Botswana entre 1999 e 2004, e foi membro do Parlamento Pan-Africano. Molomo frequentou a Universidade de Ottawa.
Ele era o presidente da Frente Nacional do Botswana, mas mudou mais tarde para o Partido Democrático do Botswana.